# Krusensterniella maculata
Krusensterniella maculata is een straalvinnige vissensoort uit de familie van puitalen (Zoarcidae). De wetenschappelijke naam van de soort is voor het eerst geldig gepubliceerd in 1938 door Andriashev.